# Željko Milinovič
Željko Milinovič, slovenski nogometaš, * 12. oktober 1969, Ljubljana.
Milinovič je bil član slovenske »zlate generacije«, ki se je uvrstila na Evropsko prvenstvo v nogometu 2000 in Svetovno prvenstvo v nogometu 2002.

## Klubska kariera
Milinovič je svojo nogometno pot začel v ljubljanskem klubu NK Slovan. Na polovici sezone 1991-92 je prestopil k mestnemu tekmecu, NK Olimpija, s katerim je osvojil tri zaporedne naslove državnega prvaka. Kasneje je za eno sezono prestopil k NK Ljubljana, od koder je nato odšel k NK Maribor. S tem klubom je osvojil dva zaporedna naslova državnega prvaka ter en slovenski nogometni pokal. Kasneje je igral še za LASK Linz, GAK ter japonski klub JEF United.

## Reprezentančna kariera
Milinovič je za Slovenijo nastopil na 38 tekmah, na katerih je dosegel tri zadetke. Z »zlato generacijo« se je uvrstil na Evropsko prvenstvo v nogometu 2000 in Svetovno prvenstvo v nogometu 2002.

### Goli za reprezentanco
| # | Datum             | Stadion                       | Nasprotnik          | Rezultat | Izid | Tekma                                                          |
| - | ----------------- | ----------------------------- | ------------------- | -------- | ---- | -------------------------------------------------------------- |
| 1 | 26. april 2000    | Stade de France, Pariz        | Francija            | 1-0      | 2-3  | Prijateljska tekma                                             |
| 2 | 7. oktober 2000   | Stade Josy Barthel, Luxemburg | Luksemburg          | 2-0      | 2-1  | Kvalifikacije za nastop na Svetovnem prvenstvu v nogometu 2002 |
| 3 | 5. september 2001 | Marakana, Beograd             | Srbija in Črna gora | 1-0      | 1-1  | Kvalifikacije za nastop na Svetovnem prvenstvu v nogometu 2002 |

## Dosežki

#### Olimpija Ljubljana
- Prva liga: 1991-92, 1992-93, 1993-94
- Slovenski nogometni pokal: 1992-93

- Podprvak: 1991-92

#### Maribor
- Prva liga: 1996-97, 1997-98
- Slovenski nogometni pokal: 1996-97

#### LASK Linz
- Avstrijski nogometni pokal:

- Podprvak: 1999-00